# 陈家镇 (上海市)
陈家镇，是中国上海市崇明区下属的一个镇，位于崇明区东端。东靠新海镇的上海崇明东滩，南临长江入海口，西接中兴镇、北邻东平镇的前哨新村居委会。上海长江隧桥的崇明出口位于境内。面积94.9平方公里。户籍人口5.97万人（2008年）。

## 行政区划
陈家镇下辖以下居委会及村委会：裕弘居委会、瀛陈居委会、裕鸿佳苑居委会、裕鸿佳苑第三社区居委会、立新村村委会、新桥村村委会、铁塔村村委会、东海村村委会、朝阳村村委会、陈南村村委会、瀛东村村委会、陈西村村委会、八滧村村委会、协隆村村委会、奚家港村村委会、花漂村村委会、晨光村村委会、德云村村委会、裕丰村村委会、先锋村村委会、鸿田村村委会、裕北村村委会、展宏村村委会、裕安村村委会、裕西村村委会。